# Басселтон
Басселтон (англ. Busselton) — город на юго-западном побережье австралийского штата Западная Австралия.
Расположен в заливе Географ, примерно в 220 км к югу от Перта. В настоящее время является популярным туристическим объектом в Западной Австралии.

## Население
В 2021 году здесь проживало 27 233 человека. Площадь — 50 км². Плотность — 540/км².

## История
Основан в 1832 году британцем Джоном Гарретом Басселом (1803—1875), который прибыл сюда, как первый европейский поселенец. Басселтон был названо в его честь.

## Экономика

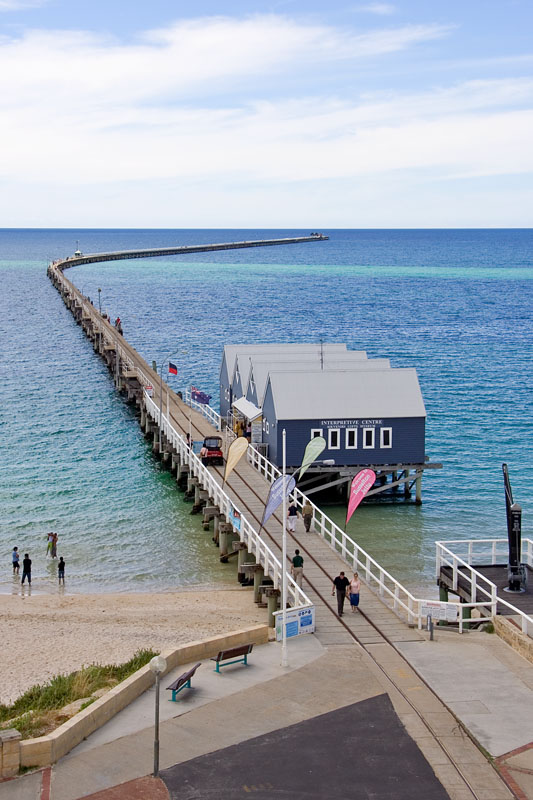
Пристань

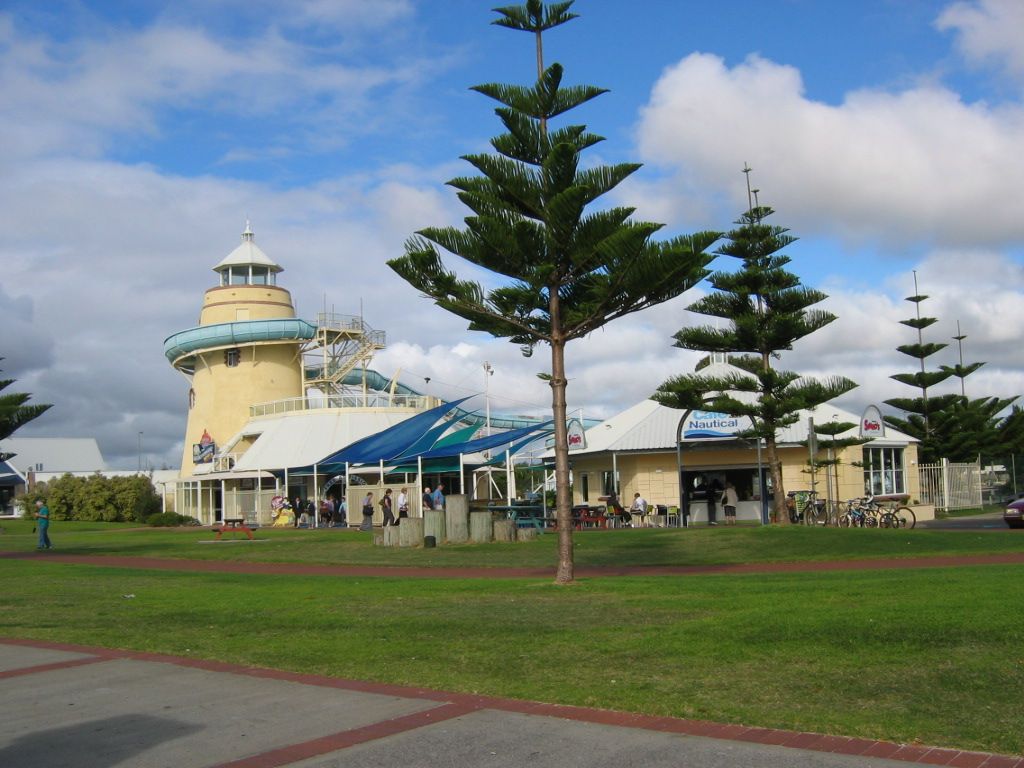

Помимо сельского хозяйства, экономика Басселтона обязана своим бурным развитием лесной промышленности и китобойному промыслу. Басселтон стал процветающим портом для зарубежного экспорта товаров, по этой причине в 1865 году началось строительство его знаменитой пристани длиной более 1800 метров, которая ныне является одной из самых длинных в мире и стала символом города Басселтон.
Сегодня пристань является главной туристической достопримечательностью Басселтона, в том числе благодаря возможности заняться сноркелингом, чтобы полюбоваться кораллами и многочисленными видами рыб. В конце пирса построено сооружение, позволяющее туристам погружаться на морское дно (находящееся на глубине 12 метров), чтобы увидеть его экосистему.

## Города-партнёры
- Сугито Япония

## Известные уроженцы и жители
- Ворт, Тейлор — австралийский лучник
- Дрейк-Брокман, Эдмунд — австралийский военный и политический деятель, генерал-майор
- Кеннеди, Нина — австралийская легкоатлетка
- Моллой, Джорджиана — ботаник, собирательница растений.
- Пэтмор, Шерон — австралийская хоккеистка, Олимпийская чемпионка 1988 года